# Gary Hardinges
Gary Hardinges, född 6 december 1965, är en brittisk bågskytt. Han deltog vid olympiska sommarspelen 1996.